# Strade Bianche 2021
La 15.ª edición de la clásica ciclista Strade Bianche  fue una carrera en Italia que se celebró el 6 de marzo de 2021 sobre un recorrido de 184 kilómetros con inicio y final en la ciudad de Siena, Italia.
La carrera formó parte del UCI WorldTour 2021, calendario ciclístico de máximo nivel mundial, siendo la tercera carrera de dicho circuito y fue ganada por el neerlandés Mathieu van der Poel del Alpecin-Fenix. Completaron el podio, como segundo y tercer clasificado respectivamente, el francés Julian Alaphilippe del Deceuninck-Quick Step y el colombiano Egan Bernal del INEOS Grenadiers.

## Recorrido
La carrera comenzó y terminó en la ciudad de Siena, realizados en su totalidad en el sur de la provincia de Siena, en la Toscana. La carrera es especialmente conocido por sus caminos de tierra blanca (strade bianche o sterrati).
En cuanto al recorrido de la edición de 2021, apenas hubo diferencias en los primeros kilómetros respecto a la prueba de 2020, donde se incluyeron 11 sectores y 63 kilómetros de tramos de tierra, un 34,24% de la prueba, un porcentaje realmente llamativo en una carrera que se disputa sobre una distancia total de 184 kilómetros.
La carrera terminó como en años anteriores en la famosa Piazza del Campo de Siena, después de una estrecha ascensión adoquinada en la Via Santa Caterina, en el corazón de la ciudad medieval, con tramos de hasta el 16% de pendiente máxima.
Sectores de caminos de tierra:
| Número | Nombre                | Km    | Longitud (m) | Categoría         |
| ------ | --------------------- | ----- | ------------ | ----------------- |
| 1      | Vidritta              | 17,6  | 2100         | *                 |
| 2      | Bagnaia               | 25    | 5800         | *                 |
| 3      | Radi                  | 36,9  | 4400         | * · * · *         |
| 4      | La Piana              | 47,6  | 5500         | *                 |
| 5      | Lucignano d'Asso      | 75,8  | 11 900       | * · * · *         |
| 6      | Pieve a Salti         | 88,7  | 8000         | * · * · * · *     |
| 7      | San Martino in Grania | 111,7 | 9500         | * · * · *         |
| 8      | Monte Sante Marie     | 130   | 11 500       | * · * · * · * · * |
| 9      | Monteaperti           | 160   | 800          | *                 |
| 10     | Colle Pinzuto         | 164,6 | 2400         | * · * · * · *     |
| 11     | Le Tolfe              | 171   | 1100         | * · * · *         |

## Equipos participantes
Tomaron parte en la carrera 25 equipos: 19 de categoría UCI WorldTeam invitados por la organización y 6 de categoría UCI ProTeam. Formaron así un pelotón de 175 ciclistas de los que acabaron 118. Los equipos participantes fueron:
| WorldTeams (19)- AG2R Citroën Team - Astana-Premier Tech - Bahrain Victorious - Bora-Hansgrohe - Cofidis - Deceuninck-Quick Step - EF Education-Nippo - Groupama-FDJ - Ineos Grenadiers - Intermarché-Wanty-Gobert Matériaux - Israel Start-Up Nation - Jumbo-Visma - Lotto Soudal - Movistar Team - Team BikeExchange - Team DSM - Qhubeka Assos - Trek-Segafredo - UAE Team Emirates ProTeams (6)- Alpecin-Fenix - Androni Giocattoli-Sidermec - Arkéa-Samsic - Bardiani CSF Faizanè - Eolo-Kometa - Vini Zabù |
| |

## Clasificaciones finales
- Las clasificaciones finalizaron de la siguiente forma:[3]

### Clasificación general
| \| Clasificación general \| Clasificación general \| Clasificación general \| Clasificación general \| Clasificación general \| \| Ciclista \| Ciclista \| Equipo \| Tiempo \| \| \| --------------------- \| --------------------- \| --------------------- \| --------------------- \| --------------------- \| \| 1.º \| Mathieu van der Poel \| Alpecin-Fenix \| 4 h 40 min 29 s \| \| \| 2.º \| Julian Alaphilippe \| Deceuninck-Quick Step \| + 5 s \| \| \| 3.º \| Egan Bernal \| Ineos Grenadiers \| + 20 s \| \| \| 4.º \| Wout van Aert \| Jumbo-Visma \| + 51 s \| \| \| 5.º \| Thomas Pidcock \| Ineos Grenadiers \| + 54 s \| \| \| 6.º \| Michael Gogl \| Qhubeka Assos \| + 54 s \| \| \| 7.º \| Tadej Pogačar \| UAE Team Emirates \| + 54 s \| \| \| 8.º \| Simon Clarke \| Qhubeka Assos \| + 2 min 25 s \| \| \| 9.º \| Jakob Fuglsang \| Astana-Premier Tech \| + 2 min 25 s \| \| \| 10.º \| Pello Bilbao \| Bahrain Victorious \| + 2 min 39 s \| \| \| 11.º \| Simon Carr \| EF Education-Nippo \| + 3 min 36 s \| \| \| 12.º \| Robert Power \| Qhubeka Assos \| + 3 min 45 s \| \| \| 13.º \| Tim Wellens \| Lotto-Soudal \| + 4 min 19 s \| \| \| 14.º \| Gianni Vermeersch \| Alpecin-Fenix \| + 4 min 21 s \| \| \| 15.º \| Petr Vakoč \| Alpecin-Fenix \| + 4 min 30 s \| \| \| 16.º \| Kevin Geniets \| Groupama-FDJ \| + 6 min 26 s \| \| \| 17.º \| Clément Venturini \| AG2R Citroën Team \| + 6 min 26 s \| \| \| 18.º \| Bauke Mollema \| Trek-Segafredo \| + 6 min 26 s \| \| \| 19.º \| Greg Van Avermaet \| AG2R Citroën Team \| + 6 min 26 s \| \| \| 20.º \| Romain Bardet \| Team DSM \| + 6 min 26 s \| \| |                      |                       |                 |
| |                      |                       |                 |
| Fuente: ProCyclingStats |                      |                       |                 |
| Clasificación general |                      |                       |                 |
| Ciclista | Ciclista             | Equipo                | Tiempo          |
| 1.º | Mathieu van der Poel | Alpecin-Fenix         | 4 h 40 min 29 s |
| 2.º | Julian Alaphilippe   | Deceuninck-Quick Step | + 5 s           |
| 3.º | Egan Bernal          | Ineos Grenadiers      | + 20 s          |
| 4.º | Wout van Aert        | Jumbo-Visma           | + 51 s          |
| 5.º | Thomas Pidcock       | Ineos Grenadiers      | + 54 s          |
| 6.º | Michael Gogl         | Qhubeka Assos         | + 54 s          |
| 7.º | Tadej Pogačar        | UAE Team Emirates     | + 54 s          |
| 8.º | Simon Clarke         | Qhubeka Assos         | + 2 min 25 s    |
| 9.º | Jakob Fuglsang       | Astana-Premier Tech   | + 2 min 25 s    |
| 10.º | Pello Bilbao         | Bahrain Victorious    | + 2 min 39 s    |
| 11.º | Simon Carr           | EF Education-Nippo    | + 3 min 36 s    |
| 12.º | Robert Power         | Qhubeka Assos         | + 3 min 45 s    |
| 13.º | Tim Wellens          | Lotto-Soudal          | + 4 min 19 s    |
| 14.º | Gianni Vermeersch    | Alpecin-Fenix         | + 4 min 21 s    |
| 15.º | Petr Vakoč           | Alpecin-Fenix         | + 4 min 30 s    |
| 16.º | Kevin Geniets        | Groupama-FDJ          | + 6 min 26 s    |
| 17.º | Clément Venturini    | AG2R Citroën Team     | + 6 min 26 s    |
| 18.º | Bauke Mollema        | Trek-Segafredo        | + 6 min 26 s    |
| 19.º | Greg Van Avermaet    | AG2R Citroën Team     | + 6 min 26 s    |
| 20.º | Romain Bardet        | Team DSM              | + 6 min 26 s    |

## Ciclistas participantes y posiciones finales
Convenciones:
- AB: Abandono
- FLT: Retiro por llegada fuera del límite de tiempo
- NTS: No tomó la salida
- DES: Descalificado o expulsado

## UCI World Ranking
La Strade Bianche otorgó puntos para el UCI World Ranking para corredores de los equipos en las categorías UCI WorldTeam, UCI ProTeam y Continental. Las siguientes tablas muestran el baremo de puntuación y los 10 corredores que obtuvieron más puntos:
| Posición   | 1.º | 2.º | 3.º | 4.º | 5.º | 6.º | 7.º | 8.º | 9.º | 10.º | 11.º | 12.º | 13.º | 14.º | 15.º-20.º | 21.º-30.º | 31.º-50.º | 51.º-55.º | 56.º-60.º |
| Puntuación | 300 | 250 | 215 | 175 | 120 | 115 | 95  | 75  | 60  | 50   | 40   | 35   | 30   | 25   | 20        | 12        | 5         | 2         | 1         |

| Clasificación |                      |                       |        |
| Posición      | Ciclista             | Equipo                | Puntos |
| ------------- | -------------------- | --------------------- | ------ |
| 1.º           | Mathieu van der Poel | Alpecin-Fenix         | 300    |
| 2.º           | Julian Alaphilippe   | Deceuninck-Quick Step | 250    |
| 3.º           | Egan Bernal          | INEOS Grenadiers      | 215    |
| 4.º           | Wout van Aert        | Jumbo-Visma           | 175    |
| 5.º           | Thomas Pidcock       | INEOS Grenadiers      | 120    |
| 6.º           | Michael Gogl         | Qhubeka ASSOS         | 115    |
| 7.º           | Tadej Pogačar        | UAE Emirates          | 95     |
| 8.º           | Simon Clarke         | Qhubeka ASSOS         | 75     |
| 9.º           | Jakob Fuglsang       | Astana-Premier Tech   | 60     |
| 10.º          | Pello Bilbao         | Bahrain Victorious    | 50     |